# Gerhard Peter Brammer

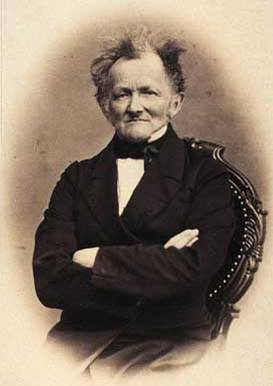
Gerhard Peter Brammer.

Gerhard Peter Brammer, född den 5 maj 1801 i Hillerød, död den 17 januari 1884 i Vejle, var en dansk biskop.
Brammer stod i sin ungdom Grundtvig nära och vände sig redan som ung kandidat mot rationalismen, vilket medförde ett allvarligt mellanhavande med stiftsprosten H.G. Clausen 1823. Men senare avlägsnade han sig från Grundtvig och närmade sig Mynster, och till sist blev han en utpräglad representant för den högkyrkliga, konservativa riktningen. 
År 1826 blev Brammer kateket och förstelärare i Nakskov, och därifrån kom han 1830 som föreståndare för seminariet i Snedsted och församlingspräst där efter att han 1829 hade förvärvat licentiatgraden. Som seminarieföreståndare utgav han en lärobok i didaktik och pedagogik (1838), som blev mycket använd. 
År 1836 blev han doctor theologiae och 1843 utnämndes Brammer till biskop över Lolland-Falsters stift, men redan 1845 blev han kallad till Aarhus biskopsstol. Som biskop visade han stora administrativa gåvor, men han var en myndig man och mycket konservativ. 
Han bekämpade ivrigt Sognebaandsløsningen och Valgmenighedsloven, och de gudelige forsamlinger hade heller ingen vän i honom. Han utgav en Postille« (1841). År 1881 tog han sitt avsked och bosatte sig därefter i Vejle, där han skrev sina ungdomsminnen (utgivna 1884).